# Dobrá čtvrť
Dobrá čtvrť je český televizní seriál pro mládež režiséra Karla Smyczka z roku 2005.

## O seriálu
Poslední ráno letních prázdnin je pro osmnáctiletou Zuzanu velmi smutné. Musí se spolu s rodiči a dvěma malými brášky odstěhovat z vily, kde prožila své dětství, do paneláku. Opouští tím své nejlepší kamarády Katku a Honzu. Před odjezdem se ve dveřích vily míjí s novým majitelem, Petrem Koreňěm a jeho synem Michalem. Oba hned Zuzana začne vnímat jako nepřátele.
Nemá tušení, že se s Michalem potkají druhý den ve škole, kam nastoupil. Společně mají na gymnáziu strávit školní rok. Že to s ním nebude tak snadné, je jasné, když Michal předstoupí před své spolužáky. Na mejdanu Katčiných narozenin Michal dostává svou první příležitost. Zuzana mezitím odchází z domova, protože její rodiče se pořád hádají. Důvodem je jejich finanční chudoba.

## Obsazení
| Anna Kulovaná     | Zuzana Haselbachová                    |
| Veronika Gajerová | Jiřina Haselbachová                    |
| Zdeněk Žák        | Vojtěch Haselbach                      |
| Přemysl Boublík   | Michal Koreň                           |
| Pavel Trojan      | Jan „Honza“ Opelík (zemřel ve 2. řadě) |
| Martha Issová     | Katka Erhartová                        |
| Jana Preissová    | profesorka Svobodová                   |
| František Němec   | Vladimír Honys                         |
| Milan Bahúl       | Peter Koreň                            |
| Vilma Cibulková   | Simona Koreňová                        |
| Tomáš Hanák       | Ondřej Erhart                          |
| Barbora Srncová   | Jaroslava Kopičková                    |

## Řady a díly
| Řada | Díly | Premiéra v ČR   | Premiéra v ČR   |
| Řada | Díly | První díl       | Poslední díl    |
| ---- | ---- | --------------- | --------------- |
| 1    | 11   | 19. září 2005   | 24. října 2005  |
| 2    | 11   | 31. března 2008 | 16. června 2008 |

## Další tvůrci
- Kostýmy: Petr Kolínský